# Cerylon bescidicum
Cerylon bescidicum is een keversoort uit de familie dwerghoutkevers (Cerylonidae). De wetenschappelijke naam van de soort werd in 1911 gepubliceerd door Edmund Reitter.